# دان كوهن
دان كوهن (بالإنجليزية: Dan Cohen)‏ هو شخصية أعمال وسياسي أمريكي، ولد في 10 يونيو 1936.